# Leucoloma incanum
Leucoloma incanum är en bladmossart som först beskrevs av Mitten in J. D. Hooker, och fick sitt nu gällande namn av Mitten in Jaeger 1872. Leucoloma incanum ingår i släktet Leucoloma och familjen Dicranaceae. Inga underarter finns listade i Catalogue of Life.